# Somalomo
Somalomo es una comuna camerunesa perteneciente al departamento de Haut-Nyong de la región del Este.
En 2005 tiene 4902 habitantes, de los que 973 viven en la capital comunal homónima.
Se ubica en el suroeste de la región. Su territorio incluye la parte más septentrional de la reserva de fauna de Dja.

## Localidades
Comprende, además de Somalomo, las siguientes localidades:
- Adian
- Alouma
- Bilon
- Bitchokman
- Bodjwo
- Chouam
- Djolimpoum
- Djouo
- Djuéla
- Ékom
- Élandjo
- Étou
- Kagnol
- Koungoulou
- Makak
- Malen I
- Malen II
- Malen IV
- Maleuleu
- Méléa
- Mimpala
- Mintoum
- Mpintimé
- Ndingé
- Néméyong I
- Ngola
- Nkoé
- Nkolékoul
- Nkolnyingé
- Obom